# He-Man
He-Man (najsilniejszy człowiek we wszechświecie) – superbohater, fikcyjna postać z serii zabawek Masters of the Universe (Władcy wszechświata) firmy Mattel oraz wywodzących się z nich produktów: filmów rysunkowych i komiksów (a także aktorskiego filmu kinowego).
Na co dzień jest księciem Adamem, synem króla planety Eternia, jednak gdy zachodzi taka potrzeba, po wypowiedzeniu słów Na potęgę Posępnego Czerepu, mocy przybywaj! staje się herosem He-Manem. Przemiana obejmuje również jego tchórzliwego i leniwego tygrysa Cringera, który staje się Kotem Bojowym. Tajemnicę He-Mana zna tylko trójka jego przyjaciół: Czarodziejka, Zbrojny Rycerz i Orko. Razem z He-Manem walczą ze Szkieletorem, głównym wrogiem He-Mana.